# William Webb (prawnik)

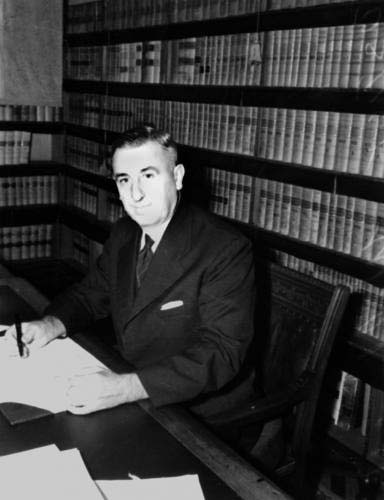
William Webb

Sir William Flood Webb, KBE (ur. 21 stycznia 1887 w Brisbane, zm. 11 sierpnia 1972 w Brisbane), prawnik australijski, sędzia Sądu Najwyższego Australii, prezydent Międzynarodowego Trybunału Wojskowego dla Dalekiego Wschodu.
Kształcił się w St Mary's School w Warwick (Queensland), następnie studiował prawo na University of Queensland. Po złożeniu egzaminu adwokackiego z bardzo dobrym wynikiem został w czerwcu 1913 przyjęty do palestry Queensland. Dwa lata później został stanowym obrońcą publicznym. W 1922 mianowano go zastępcą prokuratora stanowego (Solicitor General) Queensland, w 1925 sędzią Sądu Najwyższego Queensland. Od 1940 przewodniczył stanowemu Sądowi Najwyższemu. Zasiadał również w Trybunale Arbitrażowym Wspólnoty Australii (zajmującym się problematyką gospodarczą w kontaktach między stanami australijskimi) oraz przewodniczył Trybunałowi Arbitrażowemu Queensland.
W 1943 rząd australijski zlecił mu śledztwo w sprawie japońskich zbrodni wojennych w czasie II wojny światowej. Efektem dochodzenia były trzy raporty (tzw. raporty Webba), poświęcone traktowaniu australijskich jeńców wojennych. W 1944 raporty te przedstawił w Londynie Komisji Narodów Zjednoczonych ds. Zbrodni Wojennych. W latach 1946–1948 Webb kierował pracami Międzynarodowego Trybunału Wojskowego dla Dalekiego Wschodu w Tokio, który sądził wojskowych i politycznych przywódców japońskich okresu II wojny światowej.
Krótko po powołaniu do pracy w Tokio Webb został także sędzią Sądu Najwyższego Australii (mianowany w maju 1946). W 1947 rząd australijski zamierzał odwołać go ze składu Trybunału, by mógł on uczestniczyć w toczącym się w Australii postępowaniu w sprawie nacjonalizacji banków (liczono na jego werdykt korzystny dla rządu). Rząd zwrócił się nawet w tej sprawie do nadzorującego prace tokijskiego trybunału generała Douglasa MacArthura, ale ostatecznie pod naciskiem sędziego Owena Dixona wycofano się z pomysłu. Po zakończeniu procesu w Tokio Webb kontynuował pracę w Sądzie Najwyższym Australii do maja 1958, kiedy przeszedł w stan spoczynku.
W 1954 został odznaczony Orderem Imperium Brytyjskiego. W 1967 University of Queensland wyróżnił go honorowym doktoratem.
Od 17 marca 1917 był żonaty z Beatrice Agnew, miał sześcioro dzieci (cztery córki i dwóch synów).